# Innesto Arri PL
L’innesto Arri PL (acronimo di Positive Lock) è un innesto per obiettivo sviluppato da Arri per cinepresa da 16 millimetri e 35 millimetri. 
È l'attacco successivo alla baionetta Arri; a differenza dell'attacco a baionetta, tuttavia, l'innesto PL è incompatibile con i vecchi obiettivi con attacco Arri, a causa del diametro maggiore. Questo può essere corretto con un adattatore, poiché la distanza focale della flangia è identica.